# Horlogeglas

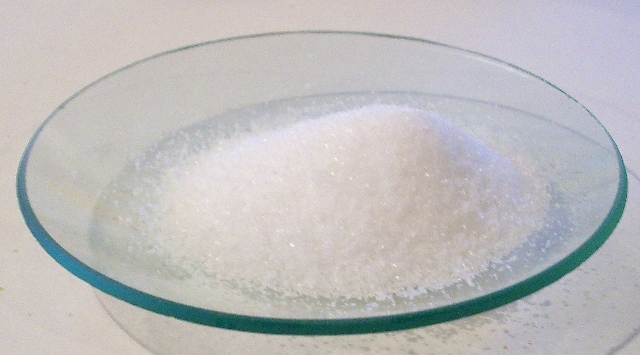
Natriumchloride op een horlogeglas.

Een horlogeglas is een cirkelvormig stuk glas dat enigszins bol staat. Ze komen in verschillende maten voor. Bij chemisch experimenteerwerk worden horlogeglazen gebruikt voor verschillende doeleinden:
- Afdekken van een bekerglas. Een horlogeglas dekt een bekerglas niet geheel af waardoor gas nog wel het bekerglas in en uit kan.
- Oppervlak voor het verdampen van een vloeistof. Een horlogeglas stelt een scheikundige in staat om de neerslag of kristallisatie te observeren tijdens het verdampen van de vloeistof.